# Казитер, Крис
Кристофер Питер Казитер (англ. Christopher Peter Cusiter; родился 13 июня 1982 года в Абердине) — шотландский профессиональный регбист, скрам-хав сборной Шотландии и ряда европейских клубов. В 2005 году был вызван в новозеландское турне «Британских и ирландских львов». В мае 2016 года объявил о завершении карьеры игрока.

## Клубная карьера
Начал играть в регби, учась в школе имени Роберта Гордона в Абердине, позже выступал за любительские команды «Уотсонианс» и «Боромуир», а в 2003 году присоединился к профессиональному клубу «Бордер Рейверс». Весной 2007 года стало известно о расформировании клуба, в котором Казитер к тому моменту уже был капитаном и считался одним из наиболее перспективных шотландских полузащитников. Спустя три недели после того как Шотландский регбийный союз объявил о роспуске команды, регбист заключил двухлетнюю сделку с французским «Перпиньяном».
В французском клубе Крис провёл два сезона, регулярно выходя в матчах как Топ 14, так и Кубка Хейнекен, однако конкуренция со стороны скрам-хава сборной Франции Николя Дюрана не позволила регбисту завоевать постоянное место в основном составе. В 2009 году «Перпиньян» стал чемпионом Франции, но Казитер ни в полуфинале ни в финале на поле не появлялся. Летом игрок перешёл в «Глазго Уорриорз», с которым подписал трёхлетнее соглашение.
Летом 2010 года в матче сборной Крис получил травму колена и был вынужден пропустить год. В сезоне 2010/11 провёл лишь три игры, и, чтобы вернуться в форму перед чемпионатом мира 2011, после завершения сезона в Северном полушарии, перешёл в аренду в австралийский клуб «Саутерн Дистриктс».
Переход Казитера в «Глазго» совпал с улучшением результатов клуба в Про12. «Воины» выходили в плей-офф чемпионата три сезона подряд, но каждый раз проигрывали «Ленстеру» — дважды в полуфинале (2012, 2013) и один раз — в финале (2014). В финальном матче 2014 года, который стал для Криса последним в составе шотландской команды, регбист получил травму и вынужден был досрочно покинуть поле. В 2014 году Казитер подписал двухлетний контракт с «Сейл Шаркс», где присоединился к бывшему партнёру по сборной Натану Хайнсу. Спустя два сезона на севере Англии регбист объявил о завершении своей профессиональной карьеры.

## Международная карьера

### Сборная Шотландии
Крис Казитер играл за все юношеские и молодёжные сборные своей страны, в том числе и на чемпионатах мира в различных возрастных группах. За главную сборную регбист дебютировал в матче Кубка шести наций 2004 против Уэльса, а затем провёл в основном составе все остальные четыре матча турнира. Свою первую попытку за «чертополохов» занёс несколько месяцев спустя в тестовом матче против сборной Австралии. К чемпионату мира 2007 Казитер подошёл травмированным — повредил лодыжку в тестовом матче с ирландцами, однако был включён в окончательную заявку на турнир. Крис восстановился ко второму матчу турнира против сборной Румынии, а после появлялся на поле во всех матчах «чертополохов»; в проигранном Аргентине со счётом 19:13 четвертьфинале занёс единственную попытку шотландцев.
В 2009 году Казитер был назван капитаном сборной и в этом статусе провёл на поле 8 матчей подряд. Во встрече Кубка шести наций 2010 со сборной Италии стал 26-м регбистом, сыгравшим 50 матчей за «чертополохов». В 2010 году получил тяжёлую травму колена и провёл год без регби, однако успел восстановиться, набрать форму и попасть в заявку на чемпионат мира 2011. Он стал вторым скрам-хавом в составе после Майка Блэра. На турнире Казитер не сумел составить конкуренцию Блэру и третьему скрам-хаву сборной, Рори Лоусону, поэтому ему пришлось довольствоваться лишь двумя выходами на замену в матчах с Румынией и Англией. В 2012 году Крис выходил на поле в каждом матче «чертополохов», но всё реже попадал в основной состав. Сезон 2014 года стал для Казитера последним в сборной — он выходил только на замену. Хотя он и был вызван на Кубок шести наций 2015, на поле он так и не появился.

### Британские и ирландские львы
В 2005 году Казитер был назван одним из трёх шотландцев в составе «Британских и ирландских львов» в их новозеландском турне. Регбист сыграл один тестовый матч против сборной Аргентины в Кардиффе, однако ни в одной из встреч с «Олл Блэкс» на поле так и не появился, выйдя на поле в пяти матчах против различных сборных провинций.

## Вне регби
Крис Казитер получил юридическое образование в Эдинбургском университете. Будучи игроком «Перпиньяна» регулярно посещал матчи местного регбилиг-клуба «Каталанс Дрэгонс», выступающего в Суперлиге. Впоследствии заявил о симпатиях к этому виду регби. После завершения своей регбийной карьеры принял решение переехать в Лос-Анджелес и начать там бизнес по продаже вин, крафтового пива и шотландского виски.